# Placogobio nahangensis
Placogobio nahangensis är en fiskart som beskrevs av Nguyen 2001. Placogobio nahangensis ingår i släktet Placogobio och familjen karpfiskar. IUCN kategoriserar arten globalt som otillräckligt studerad. Inga underarter finns listade i Catalogue of Life.